# Michael Tsokos

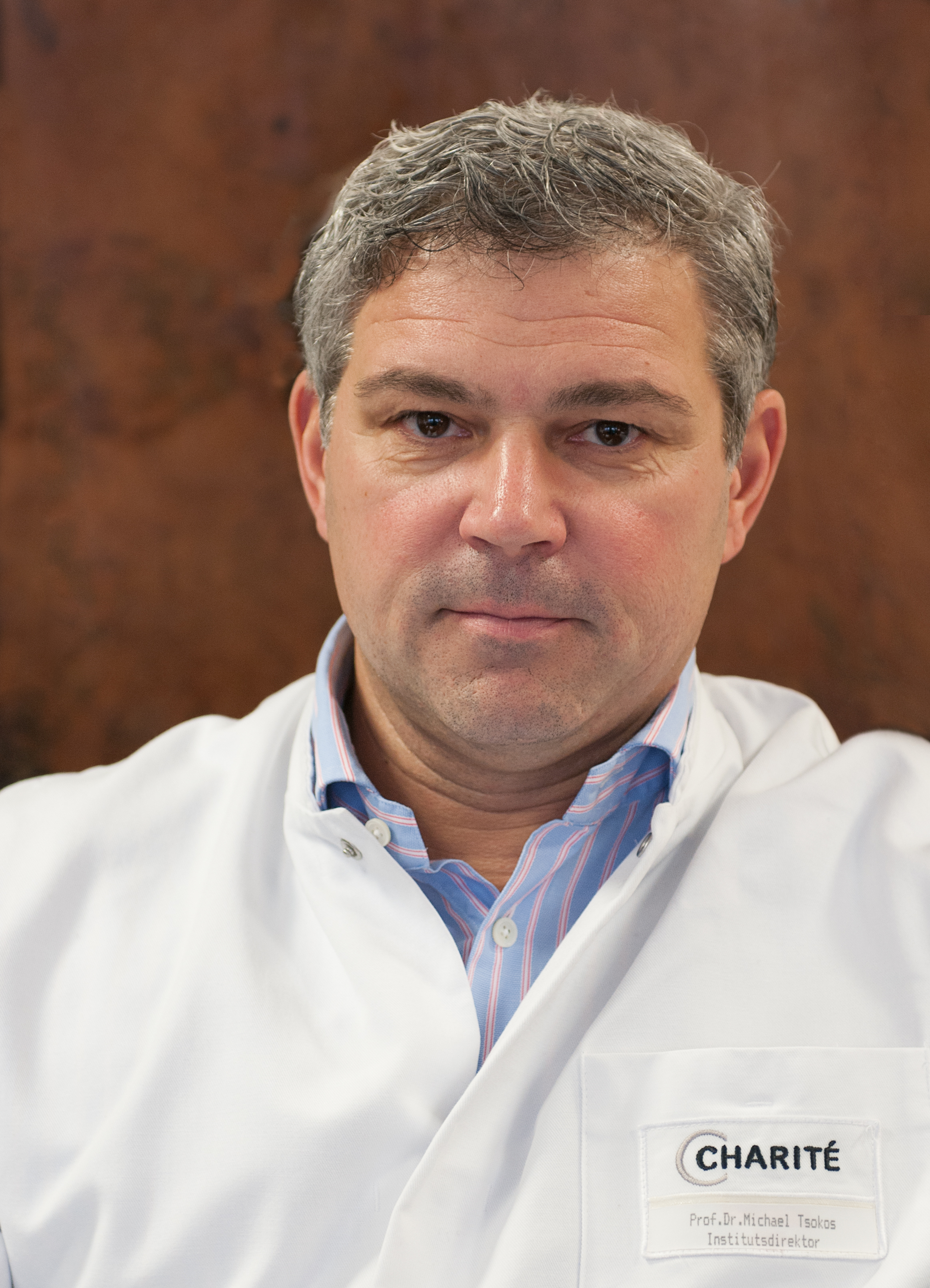
Michael Tsokos (2013)

Michael Tsokos (* 23. Januar 1967 in Kiel) ist ein deutscher Rechtsmediziner und Professor an der Charité in Berlin. Er leitete von 2007 bis 2023 das Institut für Rechtsmedizin der Charité und gleichzeitig leitet er seit 2007 das Landesinstitut für gerichtliche und soziale Medizin in Berlin-Moabit.
Als Botschafter des Deutschen Kindervereins macht Tsokos außerdem öffentlich auf Kindesmisshandlung aufmerksam und tritt öffentlich gegen die Verharmlosung alltäglicher Misshandlungen ein.
Tsokos veröffentlichte zahlreiche Sachbücher und Thriller sowie True-Crime-Bücher, teilweise in Kooperation mit anderen Autoren oder Experten. Zu seinen Bestsellern zählen laut Buchreport Abgeschnitten (mit Sebastian Fitzek) und das Sachbuch Die Zeichen des Todes.
Mit dem 2024 erschienenen Erzählroman Heinz Labensky – und seine Sicht auf die Dinge widmete sich Tsokos einem neuen Genre. Das Buch, das er zusammen mit seiner Frau Anja veröffentlichte, wurde zum Bestseller.

## Leben

### Kindheit und Jugend
Tsokos ist Sohn eines griechischen Schiffsoffiziers und einer deutschen Ärztin († 2023). Bereits als Kind interessierte er sich für Moorleichen und Naturwissenschaften, daher wollte er ursprünglich entweder Meeresbiologie oder Archäologie studieren.
Tsokos besuchte das Gymnasium in Kronshagen bei Kiel. Nach eigenen Angaben war er ein schlechter Schüler und legte 1986 das Abitur mit 3,0 ab. Über den Medizinertest, bei dem er als Zweitbester im Bundesgebiet abschnitt, erhielt er direkt nach seiner Bundeswehrzeit einen Studienplatz in Medizin.

### Studium und Spezialisierung
Nach dem Abitur verpflichtete Tsokos sich für zwei Jahre als Soldat auf Zeit bei der Bundeswehr. Nach seiner Dienstzeit in Braunschweig studierte er von 1988 bis 1995 Medizin an der Christian-Albrechts-Universität zu Kiel und spezialisierte sich auf den postmortalen Nachweis von Infektionskrankheiten. Seine Dissertation 1995 hatte das Thema Die Methanolkinetik unter Gabe des H2-Rezeptorenblockers Ranitidin.
Bis 1997 war er Arzt im Praktikum an der Fachklinik für Psychiatrie Neustadt in Holstein und am Pathologisch-Bakteriologischen Institut des Städtischen Krankenhauses Kiel. 1995 erhielt er die Approbation als Arzt und 2000 die Facharzt-Anerkennung als Rechtsmediziner.
In den Jahren 1998 und 1999 war er im Auftrag des Bundeskriminalamts in Bosnien und im Kosovo an der Exhumierung und Identifizierung von Leichen aus Massengräbern beteiligt.
2001 folgte seine Habilitation an der Universität Hamburg mit der englischsprachigen Habilitationsschrift The postmortem diagnosis of sepsis. Postmortem markers of sepsis in human autopsy specimens with respect to medico-legal implications of infection-associated fatalities and forensic argumentation concerning causality. Dabei zeigte Tsokos die Relevanz der Untersuchung von Herzblut für den postmortalen Nachweis einer Sepsis auf.

### Lehrtätigkeit, Kooperationen und öffentliches Auftreten
Im selben Jahr wurde ihm die Venia legendi für das Fach Rechtsmedizin verliehen. 2003 wurde er zum Obermedizinalrat als Beamter auf Lebenszeit ernannt. 2004/05 war er im Auftrag des Bundeskriminalamtes zur Identifikation der deutschen Tsunami-Opfer in Thailand tätig.

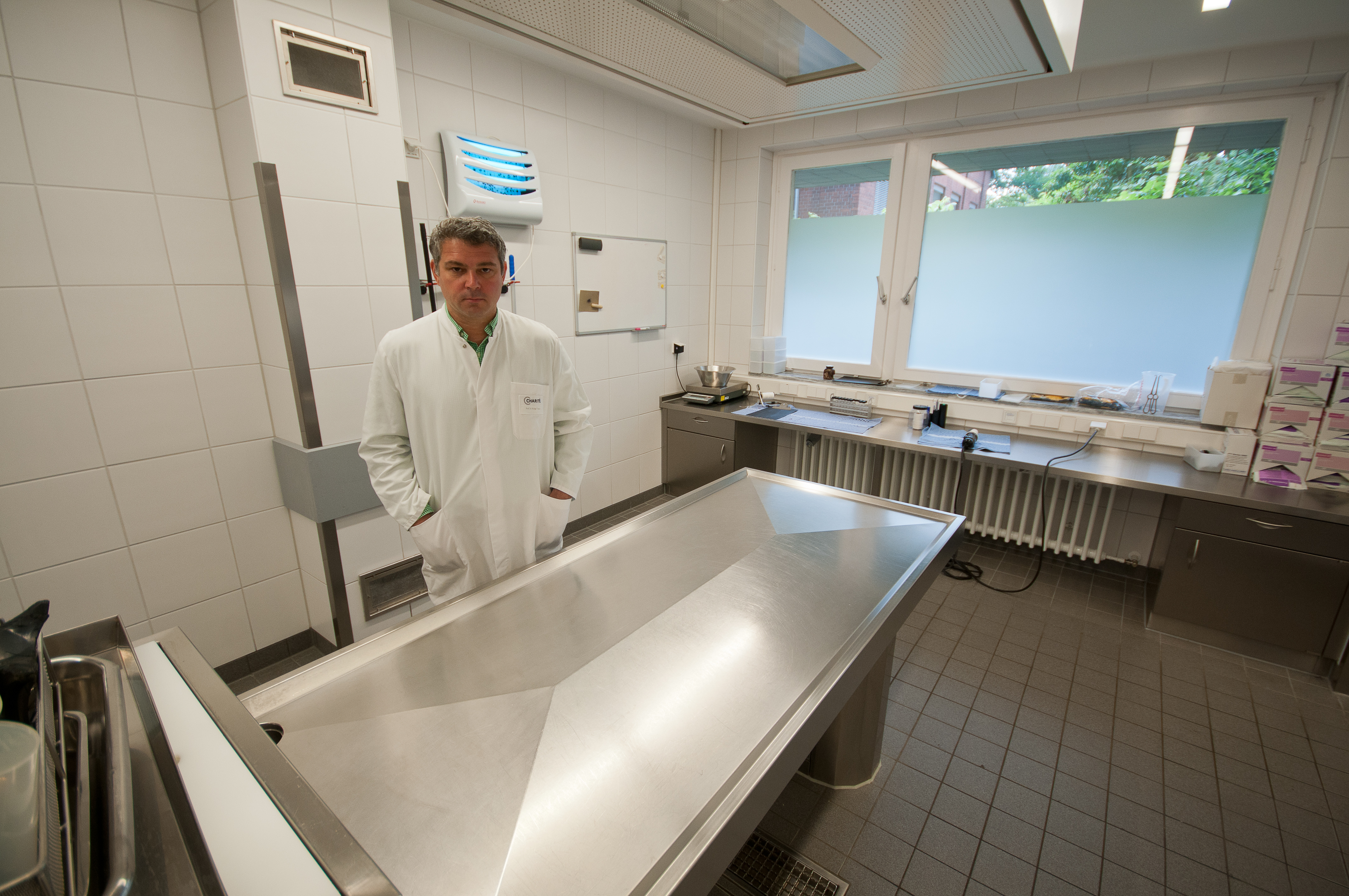
Michael Tsokos 2012 im Sektionssaal der Charité Berlin

Bis 2006 war Tsokos Oberarzt an der Hamburger Rechtsmedizin. Nachdem er mehrere Jahre als Privatdozent an der Universität Hamburg gelehrt hatte, erhielt er die Ernennung zum Professor.
Mit 39 Jahren wurde Tsokos nach Berlin berufen, wo er im Januar 2007 die Leitung des Landesinstitutes für gerichtliche und soziale Medizin Berlin (LI GerMed) sowie den Posten des Institutsleiters am Instituts für Rechtsmedizin der Charité (IfR Charité) übernahm, als der bisherige Leiter der beiden Institute, Volkmar Schneider in den Ruhestand ging. Zum Jahresende 2023 gab er die Leitung des IfR Charité an Lars Oesterhelweg ab. Die Leitung des LI GerMed hat er nach wie vor inne, außerdem möchte er weiterhin als Gastwissenschaftler an der Charité tätig sein.
Im Mai 2009 stellte Tsokos die These auf, dass es sich bei einer anonymen Wasserleiche in den Kellern der Charité möglicherweise um die von Freikorpsangehörigen ermordete Rosa Luxemburg handele.
Auf Bitten der ägyptischen Regierung war Tsokos von 2012 bis 2016 vom Auswärtigen Amt mit der Ausbildung ägyptischer Rechtsmediziner im Rahmen der deutsch-ägyptischen Transformationspartnerschaft beauftragt. Gemeinsam mit dem Institut für Rechtsmedizin an der Berliner Charité wurde so ein Ausbildungsprogramm ins Leben gerufen, das ägyptischen Rechtsmedizinern und Toxikologen intensive zehntägige Lehrgänge in Berlin ermöglicht hat. Seit 2017 war Tsokos mit der Ausbildung der marokkanischen Rechtsmediziner und Toxikologen vom Auswärtigen Amt betraut. Das Projekt lief bis 2019.
Im Juni 2017 wurde Tsokos auf ein Amtshilfeersuchen der kamerunischen Staatsanwaltschaft von Interpol mit der Untersuchung des rätselhaften Todesfalls des Bischofs der dortigen Diözese Bafia, Jean-Marie Benoît Balla, beauftragt. Balla war Anfang Juni unter ungeklärten Umständen in Kamerun gestorben, bereits zwei Obduktionen hatten Zeichen von Folter und massiver Gewalteinwirkung am Leichnam des Bischofs nachgewiesen. Tsokos reiste daraufhin nach Yaounde, Kamerun, und konnte mit einer erneuten Obduktion und seinen nachfolgenden Untersuchungen nachweisen, dass Balla, im Gegensatz zu der von der kamerunischen Bischofskonferenz postulierten Mordtheorie, ertrunken war.

### Medienpräsenz
Von 2008 bis 2010 verfasste Tsokos für den Berliner Tagesspiegel die monatliche Kolumne Professor Tsokos ermittelt. 2012 moderierte er für den National Geographic Channel die Wissenschaftsdokumentation Suche nach Mister X – Das Forensik-Experiment. Die acht Episoden der Reihe wurden ab 4. Juli 2012 ausgestrahlt. Im Herbst 2013 erschien der Thriller Abgeschnitten, den er gemeinsam mit Sebastian Fitzek verfasst hatte.
Anfang Februar 2013 stand Michael Tsokos gemeinsam mit Jan Josef Liefers für die Verfilmung des Krimis von Elisabeth Herrmann Die letzte Instanz vor der Kamera. In der in Berlin spielenden Fernsehproduktion für das ZDF spielt Tsokos sich selbst. Am 29. Oktober 2013 eröffnete Michael Tsokos wie bereits im Jahr zuvor das Hamburger Krimifestival in der Kampnagel-Fabrik mit einer Lesung aus seinem Buch Die Klaviatur des Todes.
In Zusammenarbeit mit der Rechtsmedizinerin und Fachärztin Saskia Guddat (heute Saskia Etzold) veröffentlichte Michael Tsokos Anfang 2014 die Streitschrift Deutschland misshandelt seine Kinder. Die Experten beklagten darin, dass in Deutschland etwa 160 Kinder jährlich an den Folgen körperlicher Misshandlung sterben, was insbesondere der „kollektiven Verleugnung“ des Problems geschuldet sei. Die damalige Familienministerin Manuela Schwesig reagierte öffentlich, indem sie eine Kultur des Hinschauens und mehr Prävention forderte.
Seit September 2014 ist Michael Tsokos regelmäßig in der rbb-Krimishow Vier Unschuldige und ein Todesfall als rechtsmedizinischer Experte zu sehen. Im selben Jahr wirkte Tsokos außerdem in der ZDF-Dokumentation Faktencheck Strafsache Jesus mit.
2015 erklärte er in einem Interview, er habe bestimmt 200.000 Tote gesehen.
Im Sommer 2017 wurde die von Tsokos moderierte Sendung Dem Tod auf der Spur – Die Fälle des Prof. Tsokos in 4 wöchentlichen Folgen auf Sat1 ausgestrahlt, die auf Tsokos’ gleichnamigem Buch basiert. Im März 2018 wurde Tsokos’ True-Crime-Thriller Zersetzt in Berlin und Budapest mit Tim Bergmann in der Hauptrolle als Rechtsmediziner Fred Abel verfilmt. Sendetermin bei Sat1 war am 11. Dezember 2018. In Nebenrollen waren Dietmar Bär, Claude Oliver Rudolph und Harald Schrott zu sehen.
Tsokos obduziert zusammen mit Jan Josef Liefers in der Sendung Obduktion – Echte Fälle mit Tsokos und Liefers reale Fälle. Die erste Staffel wurde im Januar 2021 ausgestrahlt.
Als Rechtsmediziner untersuchte Tsokos, wieder gemeinsam mit Jan Josef Liefers, in einer Dokumentation für RTL 2022 die Todesumstände der 2012 gestorbenen Sängerin Whitney Houston. Dabei wurden die untypischen Todesumstände von Tsokos und Liefers neu analysiert, wobei die Tatsache, dass Houston in Bauchlage in der Badewanne aufgefunden wurde, eine besondere Rolle zukommt. Auch der hinzugezogene Toxikologe Frank Mußhoff äußert öffentlich seine Zweifel darüber, dass es sich um einen Unfall gehandelt haben könnte. Insgesamt ist Tsokos davon überzeugt, dass die Todesumstände auf ein Tötungsdelikt hinweisen, auch wenn damals keine entsprechenden Ermittlungen in die Wege geleitet wurden.

### Privates
Tsokos ist seit 2010 mit Anja Tsokos (* 1973 in Oschatz) verheiratet und Vater von fünf Kindern. Er ist Träger des schwarzen Gürtels (2. Dan) im Taekwondo. Von Mai 2017 bis April 2018 managte er den in Berlin lebenden, aus Serbien stammenden Kickboxweltmeister im K1, Dalibor Music, der mit Unterstützung von Tsokos nach mehrjähriger Verletzungspause im Oktober 2017 erneut Weltmeister im K1 (WKU) und im März 2018 Europameister K1 des Verbandes AFSO wurde.
Zu seinen Hobbys zählen das Züchten fleischfressender Pflanzen, das Erkunden von Lost Places sowie das Sammeln historischer Pickelhauben.
Nach eigenen Angaben betrachtet Tsokos seine schriftstellerische Tätigkeit als „ein schönes Hobby. Und vielleicht ist das auch so ein bisschen Therapie, so ein bisschen was von der Seele schreiben.“
Außerdem ist Tsokos für den Podcast Die Zeichen des Todes verantwortlich, in dem er mitunter auch über Privates spricht. So berichtete er dort unter anderem, wie sein Interesse an Naturwissenschaft ihn schon als Kind dazu brachte, Gewölle von Eulen im Wald aufzusammeln und anschließend zu sezieren. Außerdem fragte er sich bereits als Kind, bei Besuchen mit Mutter und Oma im Schloss Gottorf, wie die im Keller ausgestellten Moorleichen zu Tode gekommen sein könnten.

## Mitgliedschaften
Tsokos ist regelmäßiger Herausgeber und Mitherausgeber zahlreicher internationaler rechtsmedizinischer Publikationen und Fachzeitschriften wie Forensic Pathology Reviews, Forensic Science, Medicine, and Pathology, Legal Medicine, International Journal of Legal Medicine, Rechtsmedizin, Minerva Medico Legale, Arab Journal of Forensic Sciences and Forensic Medicine und Romanian Journal of Legal Medicine und hat bisher 316 wissenschaftliche Publikationen in Peer-Review-Journals, 114 Kongressbeiträge, 44 wissenschaftliche Buchbeiträge und 6 Monographien verfasst. Er ist Mitglied der Deutschen Gesellschaft für Rechtsmedizin, der International Academy of Legal Medicine, der American Academy of Forensic Sciences sowie der National Association of Medical Examiners und im Redaktionsrat der russischen Fachzeitschrift „Судебная-медицина“.

## Engagement im Kinderschutz
Tsokos ist seit 2014 Botschafter des Deutschen Kindervereins und seit 2015 Kinderschutzbeauftragter von Berlins landeseigener Wohnungsbaugesellschaft Gesobau.
2014 gründete Tsokos die erste Gewaltschutzambulanz in Berlin, in der Opfer von Gewalttaten ihre Spuren gerichtsfest und unabhängig davon, ob es zu einer Anzeige kommt, dokumentieren lassen können.

## Ehrungen
- 2001: Wissenschaftspreis der deutschen Gesellschaft für Rechtsmedizin für seine Habilitationsschrift
- 2005: Verleihung der Dankurkunde der Bundesrepublik Deutschland, durch Bundesminister des Innern, für Einsatz zur Identifizierung der Tsunami-Opfer in Thailand 2004/2005
- 2005: Medienpreis Bambi für die BAO Ostasien des BKA für den Einsatz zur Identifizierung der deutschen Tsunami-Opfer
- 2016: Verleihung des NIFS Best Paper Award 2016 für seinen Buchbeitrag „Postmortem changes: overview“ in der Encyclopedia of Forensic and Legal Medicine durch das National Institute of Forensic Science Australia New Zealand[38]
- 2016: Ehrenmitglied der Romanian Society of Legal Medicine

## Schriften (Auswahl)

### Fachliteratur
- (Hrsg., mit Klaus Püschel) Krematoriums-Leichenschau (= Rechtsmedizinische Forschungsergebnisse. Band 22). Schmidt-Römhild, Lübeck 2000, ISBN 3-7950-0319-9.
- (Hrsg.) Gastrointestinale Ursachen des plötzlichen Todes. Festschrift für Prof. Dr. med. Klaus Püschel zum 50. Geburtstag (= Rechtsmedizinische Forschungsergebnisse). Schmidt-Römhild, Lübeck 2002, ISBN 3-7950-0781-X.
- (Hrsg.) Forensic Pathology Reviews. Band 1, Humana Press, Totowa 2004, ISBN 1-58829-414-5.

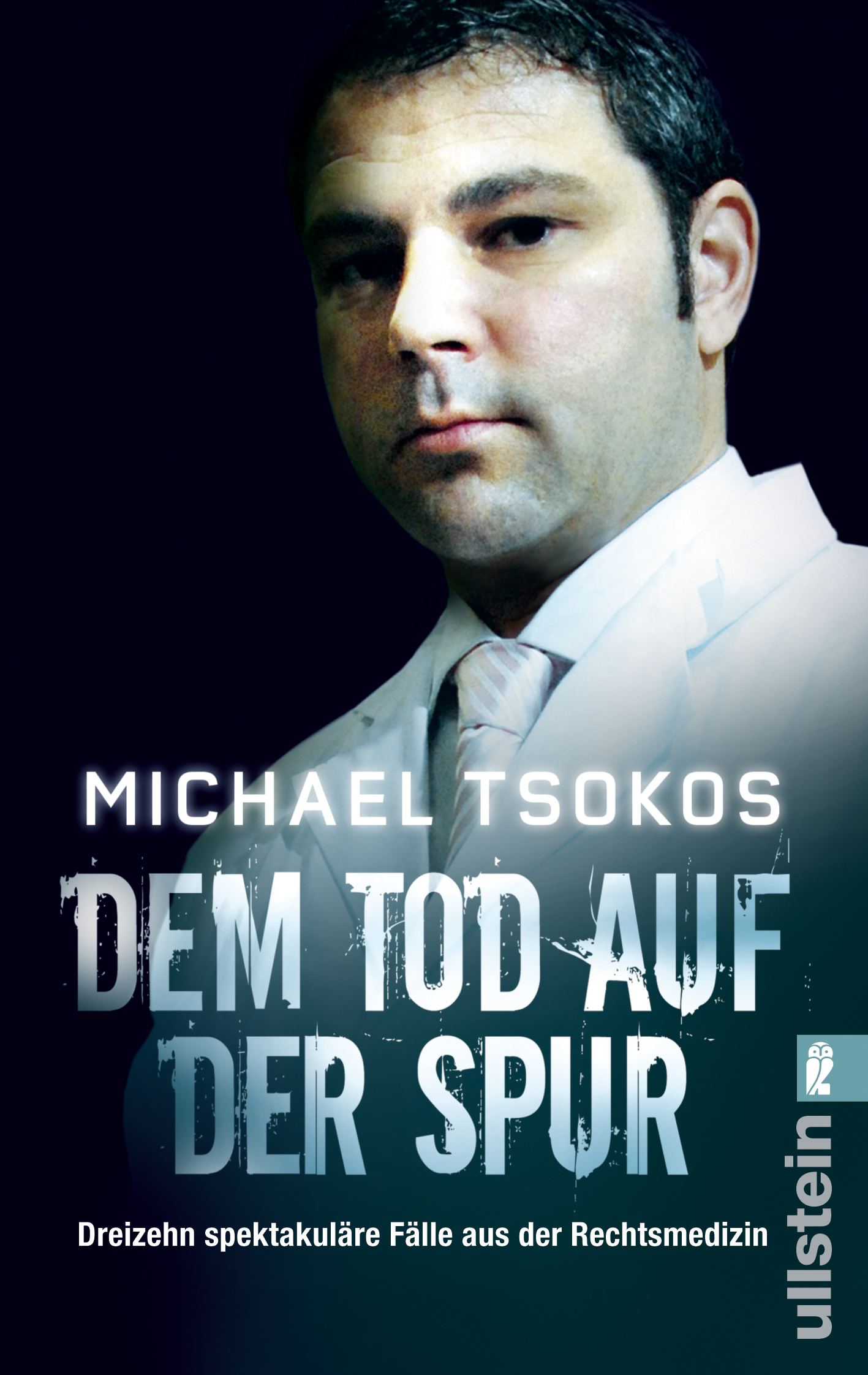
Cover seines Buches, das zur Grundlage der Sat1-Sendereihe wurde

- (Hrsg.) Forensic Pathology Reviews. Band 2, Humana Press, Totowa 2004, ISBN 1-58829-415-3.
- (Hrsg.) Forensic Pathology Reviews. Band 3, Humana Press, Totowa 2005, ISBN 1-58829-416-1.
- (Hrsg.) Forensic Pathology Reviews. Band 4, Humana Press, Totowa 2005, ISBN 1-58829-601-6.
- (Hrsg.) Forensic Pathology Reviews. Band 5, Humana Press, Totowa 2007, ISBN 978-1-58829-832-4.

### Populäre Sachbücher
- Dem Tod auf der Spur: Zwölf spektakuläre Fälle aus der Rechtsmedizin. Ullstein, Berlin 2009, ISBN 978-3-548-37262-4.
- Der Totenleser: Neue unglaubliche Fälle aus der Rechtsmedizin. Ullstein, Berlin 2010, ISBN 978-3-548-37342-3.
- Die Klaviatur des Todes: Deutschlands bekanntester Rechtsmediziner klärt auf. Droemer Knaur, München 2013, ISBN 978-3-426-27602-0.
- Deutschland misshandelt seine Kinder (mit Saskia Guddat). Droemer Knaur, München 2014, ISBN 978-3-426-27616-7.
- Sind Tote immer leichenblass? Die größten Irrtümer über die Rechtsmedizin (mit Illustrationen von Christoph J Kellner). Droemer Knaur, München 2016, ISBN 978-3-426-27700-3.
- Die Zeichen des Todes: Neue Fälle von Deutschlands bekanntestem Rechtsmediziner. Droemer HC München, 2017, ISBN 978-3-426-27617-4.
- Schwimmen Tote immer oben? Die häufigsten Irrtümer über die Rechtsmedizin (mit Illustrationen von Christoph J Kellner). Droemer Knaur, München 2019, ISBN 978-3-426-27764-5.

### Belletristik
Paul-Herzfeld-Reihe
- Abgeschnitten: Ein Paul-Herzfeld-Thriller (mit Sebastian Fitzek). Droemer Knaur, München 2012, ISBN 978-3-426-19926-8.
- Abgeschlagen: Ein Paul-Herzfeld-Thriller. Droemer Knaur, München 2019, ISBN 978-3-426-52438-1.
- Abgefackelt: Ein Paul-Herzfeld-Thriller (mit Alex Pohl). Droemer Knaur, München 2020, ISBN 978-3-426-52440-4
- Abgetrennt: Ein Paul-Herzfeld-Thriller. Droemer Knaur, München 2021, ISBN 978-3-426-52442-8

Fred-Abel-Reihe
- Zerschunden: True-Crime-Thriller (mit Andreas Gößling). Droemer Knaur, München 2015, ISBN 978-3-426-51789-5.
- Zersetzt: True-Crime-Thriller (mit Andreas Gößling). Droemer Knaur, München 2016, ISBN 978-3-426-51877-9.
- Zerbrochen: True-Crime-Thriller (mit Andreas Gößling). Droemer Knaur, München 2017, ISBN 978-3-426-51970-7.
- Zerrissen: True-Crime-Thriller. Droemer Knaur, München 2020, ISBN 978-3-426-52549-4
- Zerteilt: True-Crime-Thriller. Droemer Knaur, München 2022, ISBN 978-3-426-52868-6

Sabine-Yao-Reihe
- Kaltes Land: Ein Fall für Sabine Yao. Kurzthriller. Droemer Knaur, München 2021, ISBN 978-3-426-52765-8.

- Mit kalter Präzision: Ein Fall für Sabine Yao. Ein Rechtsmedizin-Thriller. Droemer Knaur, München 2023, ISBN 978-3-426-52870-9.
- Mit kaltem Kalkül. Ein Rechtsmedizin-Thriller. Droemer Knaur, München 2023, ISBN 978-3-426-52872-3.

#### Rocco Eberhardt und Justus Jarmer-Reihe
- Die siebte Zeugin: Justiz-Krimi (mit Florian Schwiecker). Droemer Knaur, München 2021, ISBN 978-3-426-52755-9.
- Der dreizehnte Mann: Justiz-Krimi (mit Florian Schwiecker). Droemer Knaur, München 2022, ISBN 978-3-426-52844-0[39].
- Die letzte Lügnerin: Justiz-Krimi (mit Florian Schwiecker). Knaur Taschenbuch, München 2023, ISBN 978-3-426-52845-7.
- Der 1. Patient: Justiz-Krimi (mit Florian Schwiecker). Knaur Taschenbuch, München 2024, ISBN 978-3-426-44623-2.

#### Weitere Belletristik
- Identität 1142: 23 Quarantäne-Kurzkrimis (als Mitautor, Hrsg.: Sebastian Fitzek). Droemer, München 2020, ISBN 978-3-426-28266-3.
- zusammen mit Anja Tsokos: Heinz Labensky – und seine Sicht auf die Dinge. Roman. Droemer Knaur, München 2024, ISBN 978-3-426-28419-3.

#### Auszeichnungen
2021: LovelyBooks Leserpreis Gold in der Kategorie Krimi & Thriller für Abgetrennt

## Filmografie (Auswahl)

### Filmografie
- 2012: Suche nach Mister X – Das Forensische Experiment (National Geographic Channel)
- 2013: Die letzte Instanz
- 2014: Faktencheck Strafsache Jesus
- 2017: Dem Tod auf der Spur – Die Fälle des Prof. Tsokos
- 2021: Obduktion – Echte Fälle mit Tsokos und Liefers Staffel 1 (Serie auf RTL+)
- 2021: Obduktion – Echte Fälle mit Tsokos und Liefers Staffel 2 (Serie auf RTL+)

### Verfilmungen
- 2018: Abgeschnitten
- 2018: Zersetzt (Sat. 1 Produktion)
- 2018: Zerschunden (Sat. 1 Produktion)
- 2018: Zerbrochen (Sat. 1 Produktion)